# Joop Wille
Joop Wille (Haarlem, 16 settembre 1920 – 16 gennaio 2009) è stato un calciatore olandese, di ruolo portiere.

## Palmarès

### Club

#### Competizioni nazionali
- Campionato olandese: 1

Haarlem: 1945-1946